# Micrulia dentosa
Micrulia dentosa là một loài bướm đêm trong họ Geometridae.